# Xã Burt, Quận Ward, Bắc Dakota
Xã Burt (tiếng Anh: Burt Township) là một xã thuộc quận Ward, tiểu bang Bắc Dakota, Hoa Kỳ. Năm 2010, dân số của xã này là 102 người.